# Rivière Bras de Fer
Rivière Bras de Fer är ett vattendrag i Kanada.   Det ligger i provinsen Québec, i den östra delen av landet, 1 200 km norr om huvudstaden Ottawa.
Omgivningarna runt Rivière Bras de Fer är i huvudsak ett öppet busklandskap. Trakten runt Rivière Bras de Fer är nära nog obefolkad, med mindre än två invånare per kvadratkilometer.